# ロッキー・エリクソン
ロジャー・キナード "ロッキー" エリクソン（Roger Kynard "Roky" Erickson、1947年7月15日 - 2019年5月31日) は、アメリカのミュージシャン、シンガーソングライター。彼は13thフロア・エレベーターズの創設メンバーでありリーダーであり、サイケデリック・ロックジャンルの先駆者でもあった。

## バイオグラフィー
エリクソンはテキサス州ダラスで、ロジャーとエブリン・エリクソンの間に生まれ、4人の弟がいた。彼のファーストネームとミドルネームを短縮した「ロッキー」というあだ名は、両親から付けられたものである。建築家であり土木技師である彼の父親は、エリクソンのカウンターカルチャー的な態度に厳しく反対し、かつて息子の髪をビートルズ風に伸ばすのではなく、強制的にカットしたことがあった。彼の母親はアマチュア・アーティストでオペラ歌手でもあり、自分でギターのレッスンを受けてエリクソンの音楽的才能を伸ばし、彼に教えることができた。 
エリクソンは若い頃から音楽に興味を持ち、5歳でピアノを弾き、10歳でギターを手にした。彼はオースティンの学校に通い、学校の服装規定に合わせて髪を切るのではなく、卒業の1か月前の1965年にトラビス高校を中退した。エリクソンは15歳のときに最初の曲「You're Gonna Miss Me」と「We Sell Soul」を書き、近所の友達とバンドを始め、後に彼の最初の有名なグループであるThe Spadesに発展した。スペードは「We Sell Soul」で地域的なヒットを記録した。この曲は、エリクソンの1995年のアルバム『All That May Do My Rhyme』に未公開のボーナス・トラックとして含まれており、13thフロア・エレベーターズのデビュー・アルバムの "Don't Fall Down" として採用された。The Spadesのオリジナル・バージョンの" You're Gonna Miss Me "は、後に 13エレベーターズでヒットとなり、コンピレーション アルバムThe Best of Pebbles Volume 1に収録された。

### 13thフロア・エレベーターズ
1965年後半、18歳のとき、エリクソンは13thフロア・エレベーターズを共同で結成した。彼とバンドメイトのトミー・ホールが主なソングライターであった。キャリアの早い段階で、歌手のジャニス・ジョプリンはエリクソンの歌唱に憧れて（彼女のシャウトはエリクソンの影響だと言われている）エレベーターズに参加したがっていたが、ファミリー・ドッグのチェット・ヘルムズは代わりにサンフランシスコに行くよう説得し、そこで彼女は大きな名声を得た。
バンドは1966年にデビューアルバム『The Psychedelic Sounds of the 13th Floor Elevators』をリリースした。バンドの唯一のチャート入りシングル、エリクソンの「You're Gonna Miss Me」が含まれていた。刺すような別れの歌であるこのシングルは、米国南西部のローカル・チャートで大ヒットし、全米シングル・チャートでも下位にランクインした。評論家のマーク・デミングは次のように書いている。「もしロッキー・エリクソンが13thフロア・エレベーターズが1966年初めに画期的なデビュー・シングル「You're Gonna Miss Me」をリリースした後に地球上から姿を消していたとしても、おそらく彼は今でも注目されていたでしょう。彼の原始的なボーカルの嘆きと野生のハーモニカの作品は、ガレージロックの狂信者の間で伝説となっています。」
1967年、バンドは『イースター・エブリウェア』でフォローアップし、おそらくバンドの最も焦点を当てた作品であり、「スリップ・インサイド・ディス・ハウス」と、ボブ・ディランの「イッツ・オール・オーバー・ナウ、ベイビー・ブルー」の有名なカバーをフィーチャーした。アルバム『Live』は、バンドのレコード・レーベルであるInternational Artistsから1968年にリリースされたが、バンドからの意見はほとんどまたはまったくなかった。ライブと言うタイトルではあるが、全て収録された曲はスタジオ録音のカバーバージョン、代替テイク、および古い素材で、オーバーダブされた聴衆の拍手が特徴であった。
『Bull of the Woods』 (1969) は、エレベーターズがグループとして取り組んだ最後のアルバムであり、主にステイシー・ザザーランドの最後の作品であった。健康と法律上の問題により、エリクソンとトミー・ホールは、「Livin' On」や「May the Circle Remain Unbroken」などのいくつかのトラックにしか関与していなかった。

### 精神疾患と法律問題
1968年、サンアントニオ国際博覧会で演奏している間、エリクソンは意味不明なことを話し始めた。彼はすぐに妄想性統合失調症と診断され、ヒューストンの精神病院に送られ、そこで無意識のうちに電気けいれん療法を受けた。 
エレベーターは、マリファナとサイケデリックな薬物使用の声高な支持者であり 、法執行機関からの特別な注意の対象であった。1969年、エリクソンはオースティンで 1つのマリファナジョイントを所持していたとして逮捕された。10年間の投獄の可能性に直面したエリクソンは、刑務所を避けるために狂気の理由で無罪を主張した。彼は最初にオースティン州立病院に送られました。何度か脱走した後、彼はテキサス州ラスクのラスク州立病院に送られ、そこでさらに電気けいれん療法とソラジン治療を受け、最終的に1972年まで拘留された。ラスクにいる間、彼は歌と詩を書き続けた。家族や友人はこれらの詩のいくつかを密輸することに成功し、1972年に自費出版した『オープナーズ』という本で、収益を使って弁護士を雇うつもりであった。(さまざまな情報源によると、約1,000部のオープナーが印刷されたと主張されているが、実際に何部が販売されたかは不明のままである。) 1999年のエリクソン・コレクションからの6曲は、彼がラスクに在籍していたときに録音された。

### ジ・エイリアン
1974年、州立病院から解放された後、エリクソンは彼が「Bleib Alien」と呼んだ新しいバンドを結成した。単語allein (「一人で」) – ドイツ語のフレーズ、したがって、「一人でいる」という意味である。彼の新しいバンドは、エレベーターズのサイケデリックなサウンドを、古いホラー映画やSFのテーマの歌詞を特徴とするよりハードロックサウンドに置き換えた。「Two Headed Dog (Red Temple Prayer) 」(サー・ダグラス・クインテットのダグ・サームがプロデュースし、ウラジーミル・デミホフの1950年代の頭部移植実験に触発された)がシングルとしてリリースされた。
新しいバンドは、Roky Erickson and the Aliensに改名された。1979年、ラウルズでのメーデーにリバーシブル・コードで演奏した後、エリクソンはクリーデンス・クリアウォーター・リバイバルの元ベーシストであるプロデューサーのスチュ・クックと共に15曲の新曲をレコーディングした。これらの努力は、Roky Erickson and the Aliens (CBS UK、1980) とThe Evil One (415 Records、1981) という2つの「重複する」LP でリリースされた。クックは、「スプートニク」と「ブラッディ・ハンマー」の2つのトラックでベースを演奏した。 ロッキーは、1979年7月にダラスのThe Palladiumでバックアップ・バンドとしてThe Nervebreakersと共演した。フランスのレーベルNew Roseから録音が発行され、近年他の場所でも再発行された。
オースティンを拠点とするバンド、エクスプロシブズは、1978年から1980年代初頭にかけてのラウルの初期の時代に、ロッキーの最も頻繁なバックアップ・バンドとしての役割を果たした。Roky Erickson and the Explosivesとして活動した彼らは、Raul's、Continental Club、およびその他のオースティンの会場の常連であった。1980年にリリースされた最初の『ライブ・アット・ラウル』のLPに、スカンクス、ターミナル・マインド、ネクスト、スタンディング・ウェイブス、エクスプローシブズ (ロッキー エリクソンなし) という他のラウルのトップ・バンドと共に 2 つのライブ・トラックを提供したのは、この化身であった。ロッキー・エリクソンのトラック ("Red Temple Prayer" と "Don't Shake Me Lucifer") は、契約上の理由で最初のリリースには含まれていなかったが、後のリリースには含まれていた。 1982年、エリクソンは自分の体に火星人が住んでいたと主張した。彼は自分が宇宙人であるために、人間が彼を精神的に攻撃していると感じるようになった。心配している友人は、彼がエイリアンであるというエリクソンの公式声明を目撃するために公証人を雇った。彼は公に宣言することで、彼が破っていた可能性のある「国際法」に沿っていることを望んでいた。エリクソンは、攻撃が実際に停止したと主張した。

### クリエイティビティの衰退と新たな関心
1980年代から、エリクソンは何年にもわたって手紙に執着し、投函されたランダムなダイレクトメールを何時間も調べたり、弁護士や有名人 (生死を問わず) に手紙を書いたりすることがよくあった。彼は1989年に、引っ越してきた隣人のメールボックスから郵便物を集めた郵便物窃盗の罪で逮捕された。エリクソンは郵便物を集め、寝室の壁にテープで貼り付けた。エリクソンが封書を一度も開封したことがないと主張したため、起訴は取り下げられた。
1984年、オースティンでスウェーデンのテレビ向けに、「デーモン・エンジェル: ロッキー・エリクソンとの昼と夜」というタイトルの観察ドキュメンタリーが制作された。ハロウィーンのコングレス・ストリート・ブリッジの下の地下の小川で、エリクソンがプラグインとアンプラグドのパフォーマンス、ソロ、そして追加のギターで地元のミュージシャン/プロデューサーのマイク・アルバレスをフィーチャーした。アルバレスは後にこの映画をVHSでリリースし 、エリクソンの友人や親戚のインタビューで更新した。ピッツバーグを含むいくつかの都市でツアーが行われ、そこで上映された後、Alvarezなどによる一連のエリクソンのカバーが行われ、ゲスト・ボーカリストのサムナー・エリクソン (ロッキーの兄弟) を迎えたマウント・マッキンリーズによるパフォーマンスが行われた。 映画のサウンドトラックもCDで発行され、好評を博した 。
1980年代半ば以降、彼の古い素材のライブ・アルバムがいくつかリリースされており、1990年にはSire Records / Warner Bros.レコードはトリビュート アルバム、『Where The Pyramid Meets The Eye: A Tribute to Roky Erickson』をリリースし、WB エグゼクティブBill Bentleyがプロデュースした。 ジーザス&メリーチェイン、 R.E.M. 、 ZZトップ、Poi Dog Pondering、Julian Cope、Butthole Surfers、Bongwater、John Wesley Harding、ダグ・サーム、プライマル・スクリームなどによって演奏されたエリクソンの曲を特集した。ライナー・ノーツによると、プロビデンスの目とアメリカ合衆国の国璽というアルバムのタイトルは、エリクソンがサイケデリック音楽の定義を尋ねた友人に向けた発言に由来し、伝えられるところによると、エリクソンは「ピラミッドと目が合うところだ」と答えたと伝えられている。

### 音楽へのカムバックとその後の人生

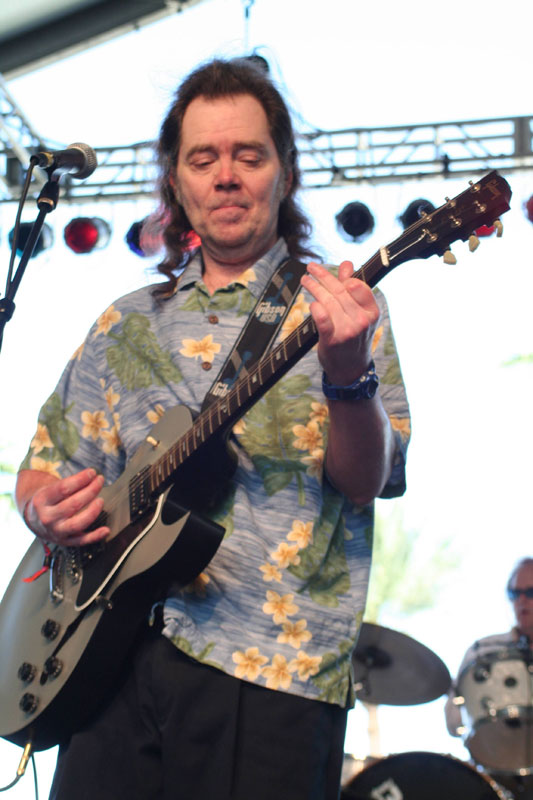
2007年コーチェラ・フェスティバルで演奏するエリクソン

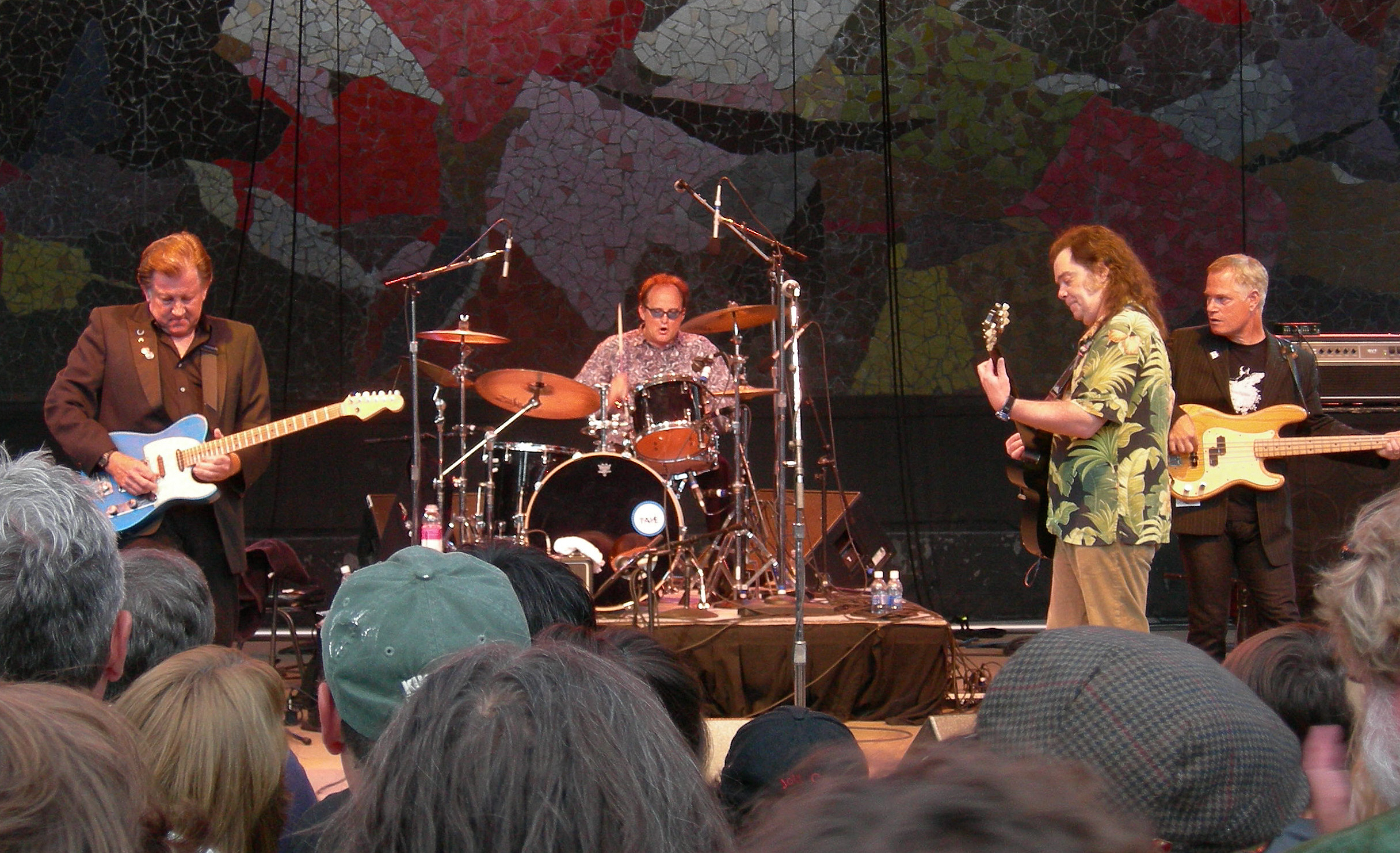
Erickson and the Explosives バンバーシュートフェスティバル (2007)

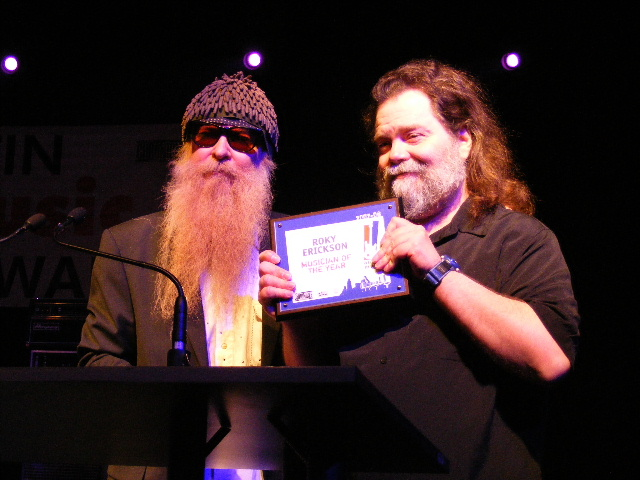
オースティン音楽賞でZZトップのビリー・ギボンズから生涯功労賞を受賞したエリクソン (2008)

1995年、エリクソンはバットホール・サーファーズのドラマー、キング・コフィーのレーベル、トランス・シンジケート・レコーズから『オール・ザット・メイ・ドゥ・マイ・ライム』をリリースした。Texas TornadosのベーシストSpeedy Sparks、オースティンのレジェンドであるスチュアート・サリバン、およびTexas Music Officeディレクターのキャセイ・モナハンによってプロデュースされたこのリリースは、エリクソンの歌詞の完全なコレクションであるOpeners IIの出版と同時に行われた。 ヘンリー・ロリンズの2.13.61 Publicationsから発行されたこの本は、ロリンズとエリクソンの末弟でクラシックチューバ奏者であるサムナー・エリクソンの協力を得て、モナハンによって編集された。
サムナーは2001年にロッキーの法的な監護権を与えられ、兄を助けるために法的な信託を設立した。その結果、ロッキーは彼の人生で最も効果的な医療および法的支援を受けた。後者は、彼の記録された作品に対するロイヤルティーの支払いをほとんど減らしていた複雑な契約の混乱を整理するのに役立った。彼はまた、統合失調症をよりよく管理するために薬を服用し始めた。
ロッキー・エリクソンの生涯を追ったドキュメンタリー映画『You're Gonna Miss Me』は、ケベン・マカレスター監督によって制作され、2005 SXSW映画祭で上映された。同年9月、エリクソンは毎年恒例のオースティン・シティ・リミッツ・ミュージック・フェスティバルで、スペシャル・ゲストであり、ZZトップの長年の仲間であるビリー・ギボンズとエクスプローシブズと共に20年ぶりのフルレングス・コンサートを行った。
2005年12月30日発行のオースティン・クロニクル (テキサス州オースティンの代替週刊紙)で、マーガレット・モーザーはエリクソンの回復を記録し、エリクソンは薬をやめ、その年にオースティンで11回のギグを行い、運転免許を取得したと述べた。車（ボルボ）を購入し、投票した。
2007年、エリクソンはニューヨークのブルックリンにあるサウスポーで初のギグを行い、カリフォルニアのコーチェラ・フェスティバルでも演奏し、ロンドンのロイヤル・フェスティバル・ホールで満員の聴衆を前にイギリスでデビューした。 ロッキーはヨーロッパで演奏を続け、フィンランドのRuisrockフェスティバルで初めて演奏しました。パフォーマンスは、祭りの日のハイライトと広く考えられていた。
2008年9月8日、スコットランドのポストロックバンドモグワイは「Batcat」 EP をリリースした。エリクソンは、トラックの1つ「Devil Rides」でフィーチャーされている。エリクソンは、2008年のオースティン・ミュージック・アワードで、オースティンを拠点とするインディー ロック・バンド、オッカービル・リバーと共演し、2009年のサウス・バイ・サウスウエスト音楽祭でも演奏した。
エリクソンは2008年にステージに戻り、オースティンの仲間であるブラック・エンジェルスをバック・バンドとして、13thフロア・エレベーターズのカタログから何十年も演奏されていなかった曲を演奏した。オースティンのスタジオで何ヶ月にもわたる練習とタイムレコーディングを行った後、彼らはダラスでショーを行い、続いて西海岸ツアーを行った。 Black Angelsは通常のセットを演奏した後、リズム・セクションとしてエリクソンをバックアップし、エレベーターズの曲とエリクソンのソロ・アルバムの曲を演奏した。
2010年4月20日、エリクソンは14年ぶりの新曲アルバムである『True Love Cast Out All Evil』をリリースした。 Okkervil Riverは、アルバムでエリクソンのバックバンドを務めている。
2012年3月、エリクソンは初めてニュージーランドとオーストラリアをツアーし、メレディスで開催されたゴールデン プレインズ フェスティバルのヘッドライナーを務め、シドニーとメルボルンで売り切れのサイド・ショーを行った。
2015年5月10日、彼は再会したエレベーターズとLevitation (以前の Austin Psych Fest、このイベントは同じタイトルの曲にちなんで「Levitation」と改名された) で共演した。バンドは、オリジナルのバンド・メンバーであるエリクソン、トミー・ホール、ジョン・アイク・ウォルトン、ロニー・レザーマンで構成され、ハーモニカのロッキーの息子ジェガー・エリクソン、ロッキーのリード・ギタリストのイーライ・サウサード、リズム・ギタリストのフレッド・ミッチームが加わった。
またこの頃に初の日本へのツアーが計画されていたが、ビザ取得に問題があったため、延期となり、その後中止となった。

## 死
エリクソンは2019年5月31日にオースティンでこの世を去った。彼の死は、弟のミケルによるフェイスブックの投稿を通じて公開され、彼は「今日、兄弟のロッキーが安らかに亡くなりました。お時間をください」とメッセージを送った 。今日まで、死因は発表されていない。

## ディスコグラフィー

### ロッキー・エリクソン
- Bermuda / The Interpreter (1977)
- Don't Slander Me (1986)
- Gremlins Have Pictures (1986)
- Casting the Runes (1987)
- Holiday Inn Tapes (1987)
- Click Your Fingers Applauding The Play (1988)
- Openers (1988)
- Live at the Ritz 1987 (1988)
- Live Dallas 1979 (1992)
- All That May Do My Rhyme (1995)
- Demon Angel: A Day and a Night with Roky Erickson (1995)
- Roky Erickson and Evilhook Wildlife (1995)
- Never Say Goodbye (1999)
- Don't Knock the Rok! (2004)
- I Have Always Been Here Before (2005)
- Halloween (2008)
- True Love Cast Out All Evil (2010)

### ロッキー・エリクソン&ジ・エイリアン
- Roky Erickson and the Aliens (1980)
- The Evil One (1981)

### ロッキー・エリクソン&ザ・リザレクショニスツ
- Beauty and the Beast (1993)

### トリビュート・アルバム
- Where The Pyramid Meets The Eye: A Tribute to Roky Erickson (1990)
- We're Gonna Miss You: A Tribute to Roky Erickson (2020)[22]
- May the Circle Remain Unbroken: A Tribute to Roky Erickson (2021)

## 遺産と影響
作家のジョナサン・レセムは、2007年の小説You Don't Love Me Yetに、EricksonとThe Vulgar Boatmenによる同じタイトルの2つの (そうでなければ接続されていない) 曲に敬意を表してタイトルを付けた。レセムは、エリクソンの曲を「魅力的」であり、「信じられないほど用途の広い曲の1つ」と呼んだ。 
X-Filesのエピソード "Jose Chung's <i id="mwAVc">From Outer Space</i>" では、エリクソンに敬意を表して "Roky Crikenson" という名前のキャラクターが登場する。クリケンソンは、元のロッキーと同様に、自分がエイリアンの誘拐犯であると信じている。
1990年代のシットコム「ジョン・ラロケット・ショー」のエピソードのあらすじは、隠遁した小説家トーマス・ピンチョンの目撃を中心に展開された。ピンチョン自身は登場しなかったが、ピンチョンがエリクソンの写真が描かれたTシャツを着ているのが見られたことを具体的に言及するという条件で、彼の名前を使用することを許可することに同意した。 これにより、エリクソンのアルバムの売り上げが増加した。 
ダニエル・ジョンストンとジャド・フェアによるアルバム『It's Spooky』には、ジョンストンがアーティストと出会ったことから名付けられた曲「I Met Roky Erickson」が収録されている。
曲「White Faces」は、オランダのオカルト・ロック・バンドThe Devil's Bloodの2008年のEPアルバムCome Reapでカバーされた。
曲「If You Have Ghosts」は、スウェーデンのヘヴィメタル・バンドGhostのEPアルバム『If You Have Ghost』でカバーされ、タイトル トラックはGhostファンの間で共通のキャッチフレーズとミームになった。